# Eschnerberg
Eschnerberg, Eschner Berg, Schellenberg (697 m n.p.m.) – wzgórze wyspowe o wydłużonym kształcie w dolinie Renu, na granicy Liechtensteinu i Austrii. Wzniesienie ciągnie się na długości ośmiu kilometrów od liechtensteińskiego Bendern do dzielnicy Nofels austriackiego miasta Feldkirch. Na południowym zachodzie stoki opadają łagodnie ku dolinie Renu, natomiast na północnym zachodzie są stromsze. Kształt wzgórza wiąże się z kierunkiem nasuwania się lodowca reńskiego podczas zlodowaceń w plejstocenie.
Południowo-zachodnie zbocza wzgórza Eschnerberg są jednym z najwcześniej zaludnionych obszarów na terenie Księstwa Liechtensteinu. Znajdują się na nich stanowiska archeologiczne: Borscht w gminie Schellenberg, Malanser i Schneller w gminie Eschen oraz Bendern i Lutzengüetle w gminie Gamprin. Najstarsze znaleziska są datowane nawet na 4000-4700 r. p.n.e. (środkowy neolit). Osady ludzkie powstawały na wzgórzach wyspowych w dolinie Renu, a w samej dolinie znajdowały się najprawdopodobniej uprawy, co związane było z wylewami Renu, które w związku z lodowcowo-śnieżnym ustrojem rzeki zdarzały się dość często.

W średniowieczu na południowo-zachodnich stokach Eschnerbergu powstały dwa niewielkie zamki, w których znajdowały się siedziby hrabstwa Schellenberg – jednego z dwóch hrabstw, z których połączenia powstało współczesne Księstwo Liechtenstein. Obecnie na wzniesieniu znajduje się najmniejsza gmina Unterlandu – Schellenberg.

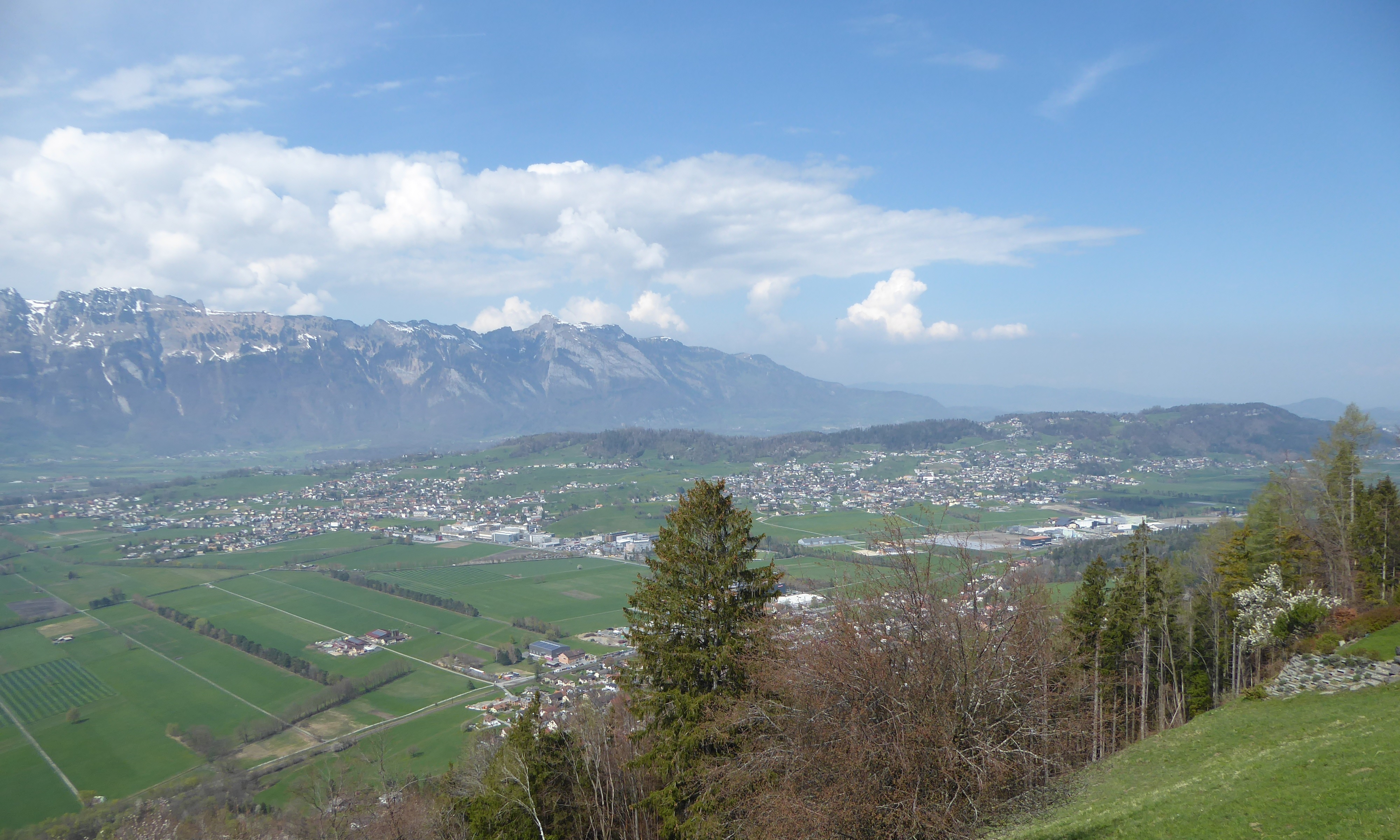
Widok na Eschnerberg z Planken.
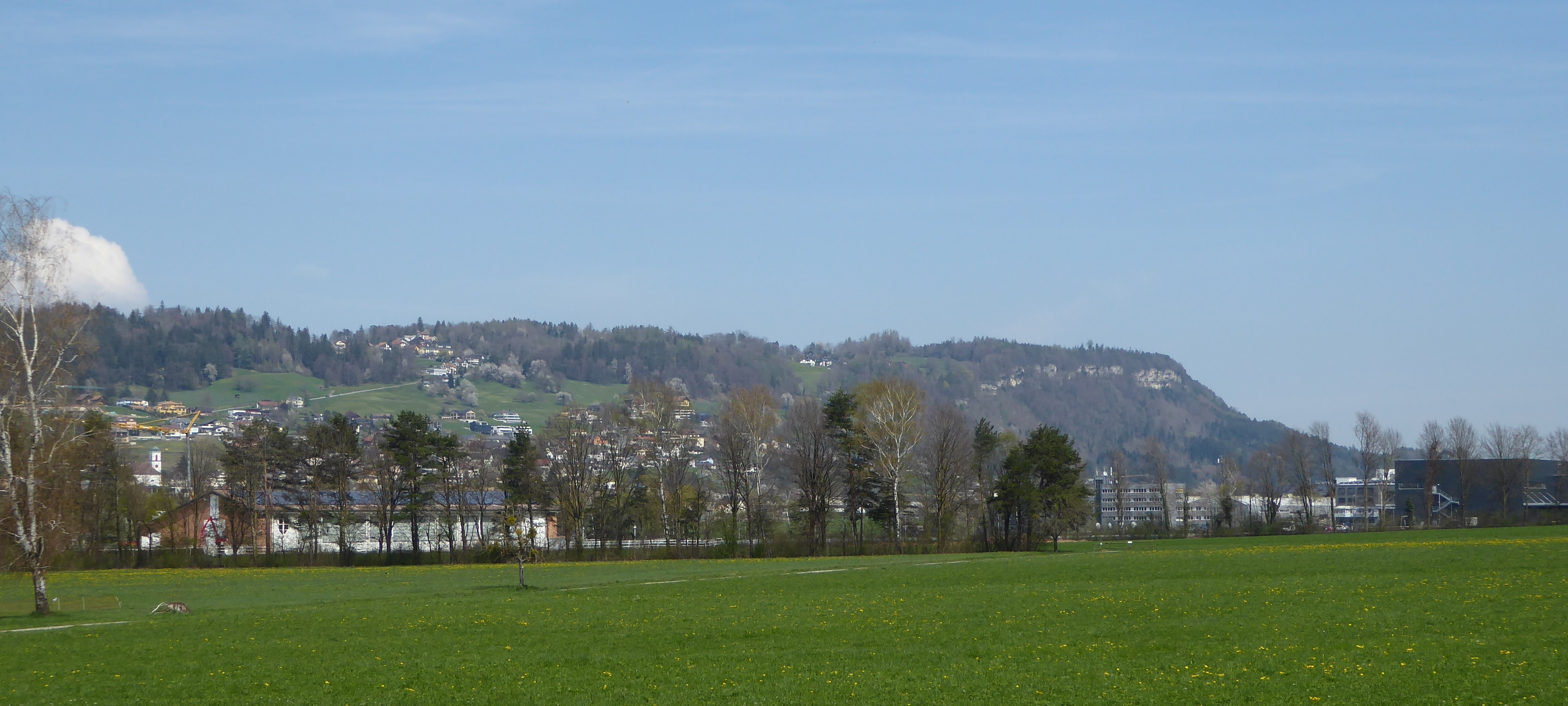
Widok na Eschnerberg z Schaanwaldu.
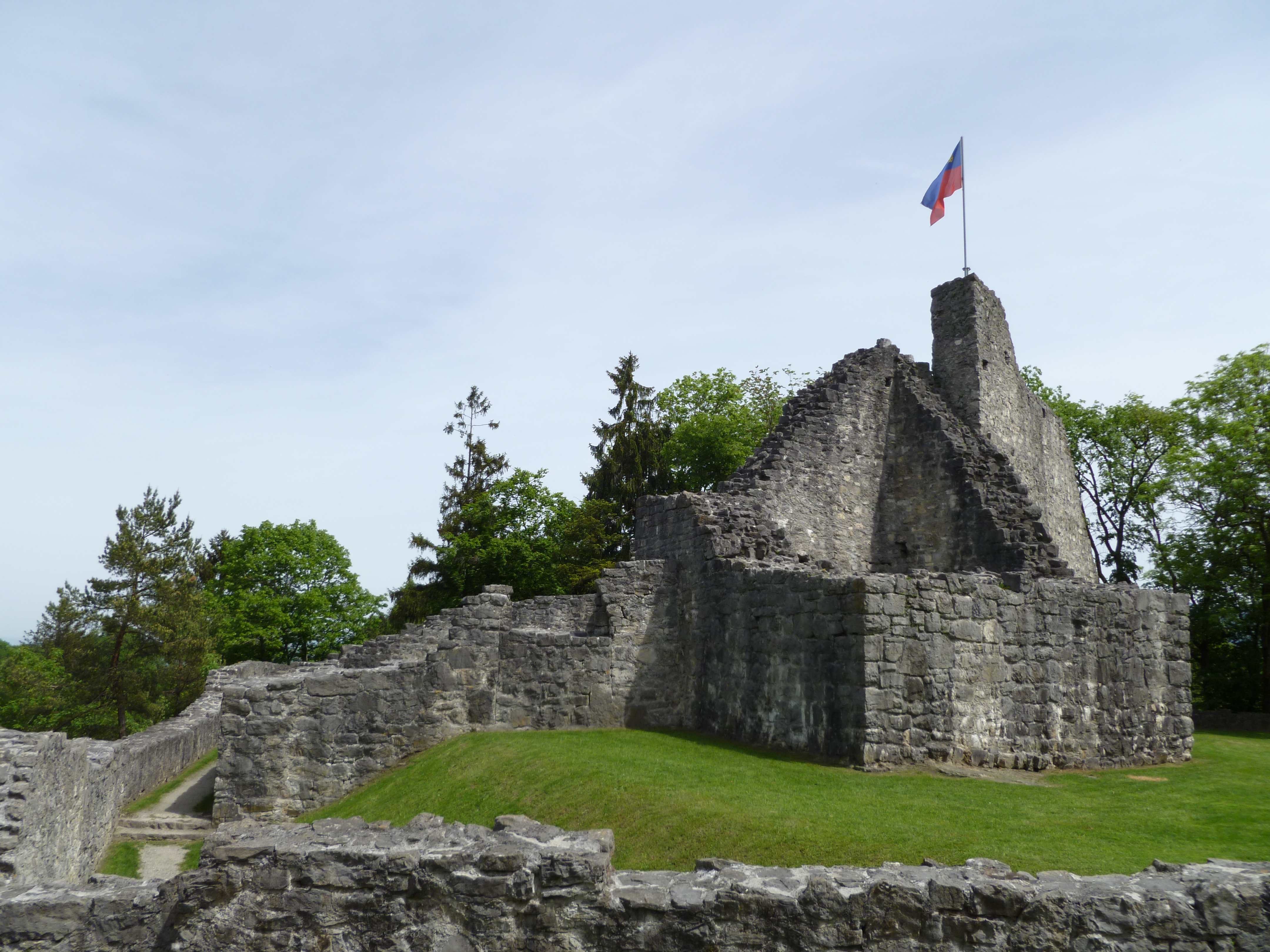
Ruiny zamku Neu-Schellenberg na zboczach Eschnerbergu.
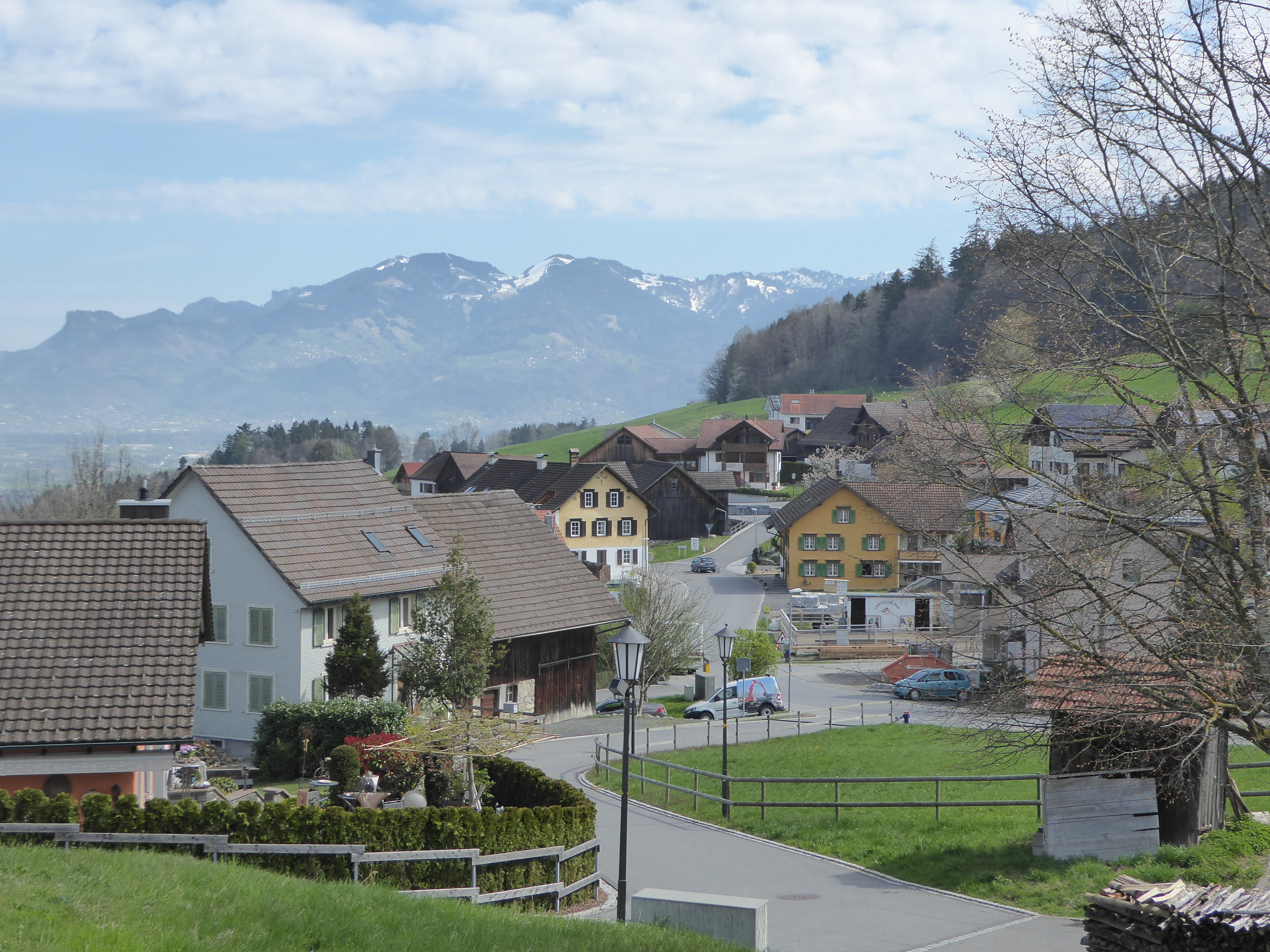
Wioska Hinterschellenberg na Eschnerbergu.